# All-Ireland Senior Hurling Championship 1941
L'All-Ireland Senior Football Championship 1941 fu l'edizione numero 55 del principale torneo di hurling irlandese. Cork batté in finale Dublino, ottenendo il dodicesimo titolo della sua storia.

## Eventi
Il torneo subì una serie di cambiamenti in corso d'opera, a causa del proliferare di un'epidemia di Afta epizootica che colpì il sud del Leinster e buona parte del Munster.
Nel Munster Championship Limerick sconfisse Waterford in semifinale, qualificandosi per la finale provinciale. Tipperary avrebbe dovuto sfidare Cork, ma il match fu cancellato in seguito alle pressione del Dipartimento di agricoltura. Fu pertanto deciso che Cork avrebbe sfidato Limerick e che la vincitrice avrebbe rappresentato la provincia all'All-Ireland series. La partita tra Cork e Tipperary si sarebbe giocata dopo l'All-Ireland e avrebbe visto trionfare la seconda squadre delle due citate. Visto che Cork aveva battuto Limerick, si decise di conferire il titolo del Munster a Tipperary, senza che queste due squadre dovessero giocare un'ulteriore partita.
Qualcosa di simile avvenne nel Leinster Championship. Il sorteggio avrebbe previsto, nel primo round, una sfida tra Kilkenny e Laois, ma per l'epidemia la partita non si poté giocare e agli ambra-neri fu concesso l'accesso diretto alla finale provinciale. Il dipartimento dell'agricoltura in seguito comunicò che Kilkenny non avrebbe potuto partecipare alla finale, fintantoché nella contea non si fosse placato il malanno. Dublino, che aveva vinto tutte le partite e che avrebbe dovuto sfidare Kilkenny nella finale, fu scelta per rappresentare il Leinster nel torneo nazionale. Dopo l'All-Ireland la finale si disputò e Dublino batté i "Cats".

## Formato
Si tennero solo i campionati provinciali di Leinster e Munster, i cui vincitori avrebbero avuto accesso diretto all'All-Ireland, dove avrebbe avuto accesso anche Galway, ammessa di diritto.

## Torneo
Leinster Senior Hurling Championship
| Mullingar 18 maggio 1941 First round | Westmeath | 2-2 – 8-4 | Offaly | Cusack Park |

| 25 maggio 1941 Quarto di finale | Wexford | 3-2 – 5-6 | Laois | Enniscorthy |

| Tullamore 15 giugno 1941 Quarto di finale | Offaly | 2-4 – 5-11 | Dublin | O'Connor Park |

| Portlaoise 20 luglio 1941 Semifinale | Laois | 5-7 – 6-11 | Dublin | O'Moore Park |

| Dublino 2 novembre 1941 Finale | Dublin | 2-8 – 1-8 | Kilkenny | Croke Park |

Munster Senior Hurling Championship
| Thurles 1º giugno 1941 Quarto di finale | Tipperary | – | Waterford | Thurles Sportsfield |

| Ennis 22 giugno 1941 Semifinale | Clare | 1-5 – 8-3 | Limerick | Cusack Park |

| Thurles 27 luglio 1941 Quarto di finale - recupero | Tipperary | 4-7 – 3-4 | Waterford | Thurles Sportsfield |

| Limerick 17 agosto 1941 Semifinale | Cork | – | Tipperary | Gaelic Grounds |

| Cork 14 settembre 1941 Finale | Cork | 8-10 – 3-2 | Limerick | Cork Athletic Grounds |

| Limerick 28 ottobre 1941 Finale - recupero | Tipperary | 5-4 – 2-5 | Cork | Gaelic Grounds |

All-Ireland Senior Hurling Championship
| Roscrea 14 settembre 1941 Semifinale | Dublin | 2-4 – 2-2 | Galway | St. Cronan's Park |

| Dublino 28 settembre 1941 Finale | Cork                    | 5-11 – 0-6 | Dublin | Croke Park (26 150 spett.)\| Arbitro: \| W.O'Donnell (Tipperary) \| |
| Arbitro:                         | W.O'Donnell (Tipperary) |            |        |                                                                     |